# Tejares (Segovia)
Tejares es una localidad española del municipio de Fuentesoto, perteneciente a la provincia de Segovia, en la comunidad autónoma de Castilla y León. En 2023 contaba con 11 habitantes.
Fue un municipio independiente con ayuntamiento propio hasta al menos 1849, pasando posteriormente a depender de Fuentesoto.

## Geografía

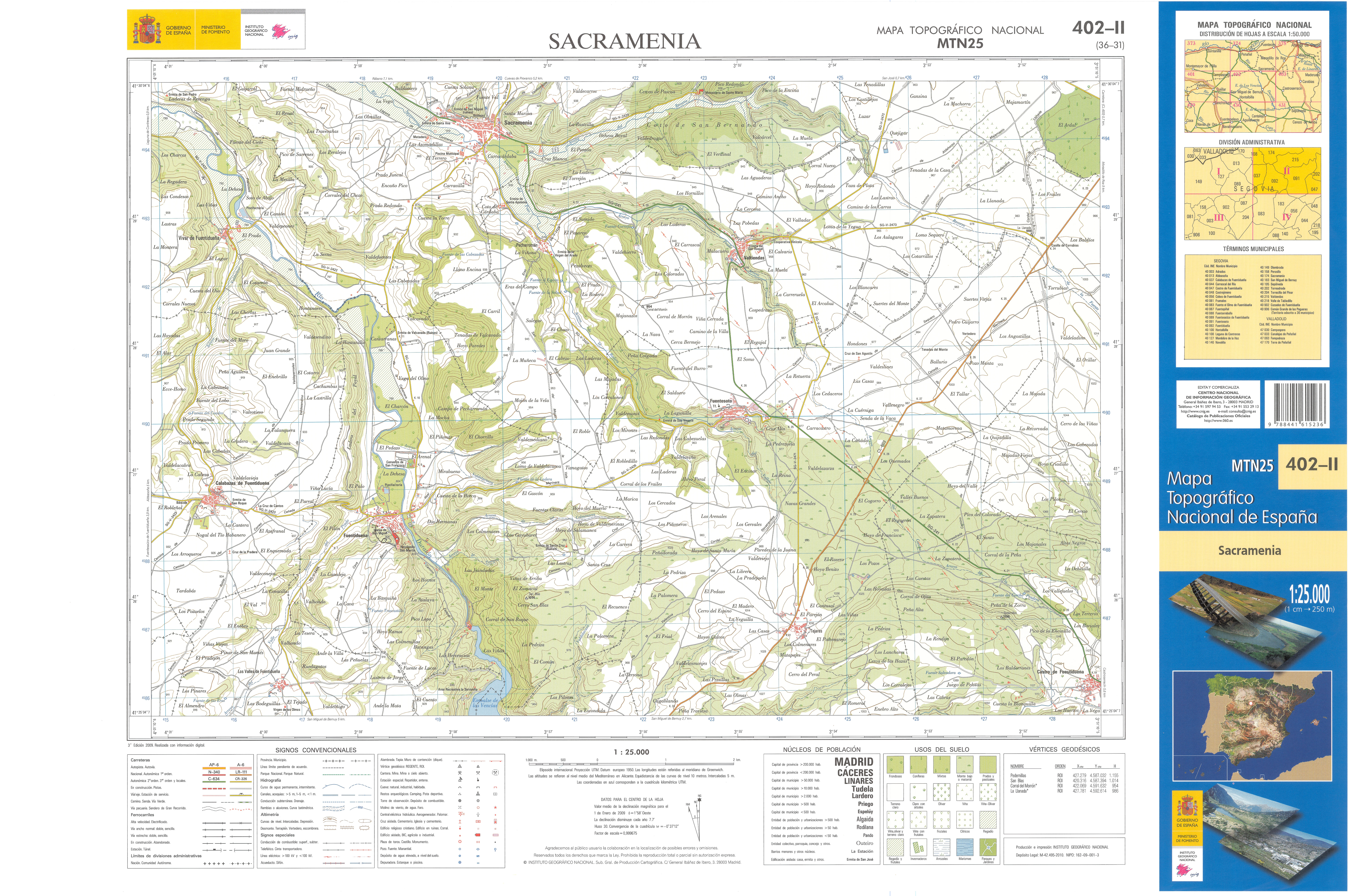
Fragmento 0402c2 de la hoja 402 del Mapa Topográfico Nacional de España de 2009 en el que se representa parte de Tejares

### Ubicación
La localidad de Tejares se encuentra situada en la zona central de la península ibérica, en el extremo norte de la provincia de Segovia.
| Noroeste: Fuentidueña          | Norte: Fuentesoto         | Noreste: Castro de Fuentidueña |
| Oeste: San Miguel de Bernuy    |                           | Este: Castro de Fuentidueña    |
| Suroeste: San Miguel de Bernuy | Sur: Cobos de Fuentidueña | Sureste: Castro de Fuentidueña |

### Clima
El clima de Tejares es mediterráneo continentalizado, como consecuencia de la elevada altitud y su alejamiento de la costa, sus principales características son:
- La temperatura media anual es de 11,50 °C con una importante oscilación térmica entre el día y la noche que puede superar los 20 °C. Los inviernos son largos y fríos, con frecuentes nieblas y heladas, mientras que los veranos son cortos y calurosos, con máximas en torno a los 30 °C, pero mínimas frescas, superando ligeramente los 13 °C. El refrán castellano "Nueve meses de invierno y tres de infierno" lo caracteriza a la perfección.
- Las precipitaciones anuales son escasas (514,10 mm) pero se distribuyen de manera relativamente equilibrada a lo largo del año excepto en el verano que es la estación más seca (82,20 mm). Las montañas que delimitan la meseta retienen los vientos y las lluvias, excepto por el oeste, donde la ausencia de grandes montañas abre un pasillo al océano Atlántico por el que penetran la mayoría de las precipitaciones que llegan a Tejares.

| Precipitaciones por estación (mm) |        |        |          |        |
| Primavera                         | Verano | Otoño  | Invierno | TOTAL  |
| 149,40                            | 82,20  | 141,10 | 141,40   | 514,10 |

En la Clasificación climática de Köppen se corresponde con un clima Csb (oceánico mediterráneo), una transición entre el Csa (mediterráneo) y el Cfb (oceánico) producto de la altitud. A diferencia del mediterráneo presenta un verano más suave, pero al contrario que en el oceánico hay una estación seca en los meses más cálidos.
| Parámetros climáticos promedio de San Miguel de Bernuy en el periodo 1961-2003 | Parámetros climáticos promedio de San Miguel de Bernuy en el periodo 1961-2003 | Parámetros climáticos promedio de San Miguel de Bernuy en el periodo 1961-2003 | Parámetros climáticos promedio de San Miguel de Bernuy en el periodo 1961-2003 | Parámetros climáticos promedio de San Miguel de Bernuy en el periodo 1961-2003 | Parámetros climáticos promedio de San Miguel de Bernuy en el periodo 1961-2003 | Parámetros climáticos promedio de San Miguel de Bernuy en el periodo 1961-2003 | Parámetros climáticos promedio de San Miguel de Bernuy en el periodo 1961-2003 | Parámetros climáticos promedio de San Miguel de Bernuy en el periodo 1961-2003 | Parámetros climáticos promedio de San Miguel de Bernuy en el periodo 1961-2003 | Parámetros climáticos promedio de San Miguel de Bernuy en el periodo 1961-2003 | Parámetros climáticos promedio de San Miguel de Bernuy en el periodo 1961-2003 | Parámetros climáticos promedio de San Miguel de Bernuy en el periodo 1961-2003 | Parámetros climáticos promedio de San Miguel de Bernuy en el periodo 1961-2003 |
| Mes | Ene.                                                                           | Feb.                                                                           | Mar.                                                                           | Abr.                                                                           | May.                                                                           | Jun.                                                                           | Jul.                                                                           | Ago.                                                                           | Sep.                                                                           | Oct.                                                                           | Nov.                                                                           | Dic.                                                                           | Anual                                                                          |
| --- | ------------------------------------------------------------------------------ | ------------------------------------------------------------------------------ | ------------------------------------------------------------------------------ | ------------------------------------------------------------------------------ | ------------------------------------------------------------------------------ | ------------------------------------------------------------------------------ | ------------------------------------------------------------------------------ | ------------------------------------------------------------------------------ | ------------------------------------------------------------------------------ | ------------------------------------------------------------------------------ | ------------------------------------------------------------------------------ | ------------------------------------------------------------------------------ | ------------------------------------------------------------------------------ |
| Temp. media (°C) | 3.40                                                                           | 5.00                                                                           | 8.10                                                                           | 9.20                                                                           | 13.80                                                                          | 17.80                                                                          | 20.90                                                                          | 20.90                                                                          | 16.20                                                                          | 11.60                                                                          | 6.80                                                                           | 4.30                                                                           | 11.50                                                                          |
| Precipitación total (mm) | 50.90                                                                          | 42.00                                                                          | 38.20                                                                          | 51.80                                                                          | 59.40                                                                          | 42.80                                                                          | 22.60                                                                          | 16.80                                                                          | 33.60                                                                          | 50.20                                                                          | 57.30                                                                          | 48.60                                                                          | 514.10                                                                         |
| Fuente: Ministerio de Agricultura, Alimentación y Medio Ambiente. Datos de precipitación para el periodo 1961-2003 y de temperatura para el periodo 1987-2003 en San Miguel de Bernuy 4 de octubre de 2012 |                                                                                |                                                                                |                                                                                |                                                                                |                                                                                |                                                                                |                                                                                |                                                                                |                                                                                |                                                                                |                                                                                |                                                                                |                                                                                |

## Historia
Fue fundado o repoblado durante la Reconquista a expensas de la Comunidad de Villa y Tierra de Fuentidueña, quedando encuadrado desde entonces dentro esta, a la que pertenece desde entonces. La primera vez que se conoce una mención de Tejares con este nombre, corresponde a un documento eclesiástico escrito del Archivo Catedralicio de Segovia, data del 1 de junio de 1247, como consecuencia de las relaciones de préstamo efectuadas por la mesa episcopal y por la de los canónigos a los colonos que trabajan las tierras propiedad de la Iglesia. Su nombre, mencionado como Thejares en el Catastro de Ensenada (1749), hace alusión a la existencia en este sitio de un lugar donde se fabricaban tejas y ladrillos.
A mediados del siglo XIX, el lugar tenía contabilizada una población de 236 habitantes. Aparece descrito en el decimocuarto volumen del Diccionario geográfico-estadístico-histórico de España y sus posesiones de Ultramar de Pascual Madoz de la siguiente manera:

TEJADO: l. con ayunt. en la prov. y part. jud. de Soria (5 leg.), aud. terr. y c. g. de Búrgos (25), dióc. de Osma (12). sit. en llano con buena ventilacion y clima templado y sano. Tiene 64 casas; la consistorial con cárcel; una fuente de agua salobre; escuela de instruccion primaria frecuentada por 40 alumnos, dotada con 75 rs. y 50 fan. de trigo; hay una igl. parr. (Sta. Agueda) servida por un cura y un sacristan. térm.: confina con los de Gomara, Ledesma, Seron y Boñices: dentro de él se encuentran algunos manantiales y una ermita (Ntra. Sra. del Pilar). El terreno, fertilizado por el Rituerto, es de buena calidad; comprende un pequeño monte encinar con algo de mata baja. caminos: los que dirigen á los pueblos limítrofes, todos en buen estado. correo: se recibe y despacha en Soria por un cartero. prod.: trigo puro, comun, centeno, cebada, avena, algunas legumbres, leñas de combustible y buenos pastos, con los que se mantiene ganado lanar, mular, caballar y vacuno; abunda la caza de conejos, liebres, perdices, ánades, y en su tiempo codornices; en el Rituerto se crian barbos y peces pequeños. ind.: la agrícola v recriacion de ganados, 3 telares de lienzos y paños ordinarios, y algunos otros de los oficios mas indispensables. pobl.: 60 vec., 236 alm. cap. imp.: 74.558 rs. 6 mrs.
(Madoz, 1849, p. 685)

Fue un municipio independiente con ayuntamiento propio hasta al menos 1849, ya que en el censo de 1857 aparece ya como un anejo de Fuentesoto.
Dada la falta de ayuntamiento, desde hace unos años, los vecinos de esta pequeña localidad, agrupados en la Asociación Amigos de Tejares.

## Geografía humana

### Demografía
| 51            | 20 | 25 | 21 | 21 | 50 | 38 | 30 | 24 | 13 | 12 | 12 | 11 |
| (Fuente: INE) |    |    |    |    |    |    |    |    |    |    |    |    |

### Economía
Su economía sigue centrada en actividades tradicionales del sector primario como el cereal de secano o la cría de ganado porcino, la organización anual desde 2012 del Mercado de la Miel con productos tradicionales artesanales ha revitalizado las finanzas locales.

## Cultura

### Patrimonio
- Iglesia parroquial de santa María Magdalena, se sitúa algo apartada de la población y es de origen románico. En su interior, el templo cuenta con dos naves con cabecera  cubierta por bóveda de cañón y arcos ligeramente apuntados, donde destaca su arco triunfal del presbiterio. Es románica su pila bautismal y la portada, gótica la imagen de Cristo Crucificado y barroco el retablo mayor. La iglesia, habitada en el pasado por monjes o frailes, cuenta con un osario debajo del campanario. Existe también en un lateral de la cabecera un relicario compuesto por cráneos de niños pequeños que rodean una ventana, actualmente semicerrada. Alrededor del ábside se encuentran tumbas excavadas en la roca que han sido tapadas recientemente. Finalmente hay un reloj solar en la fachada sur.[12]
- Espacios naturales de relevancia ecológica como sus sabinares y la Charca de Tejares, utilizado anteriormente para obtener barro, hoy cuenta con diferentes aves como patos y una zona de recreo.
- Bodegas típicas.[8][13][14]

### Fiestas
- San Mamerto, el 11 de mayo, es patrón de la localidad.
- Santa María Magdalena, el segundo domingo de julio, se trata de la fiesta principal del pueblo.
- Mercado de la Miel, en agosto, zoco en marcha desde 2012 con venta artesanal de todo tipo de productos tradicionales, cuenta también con talleres de artesanía, atracciones infantiles, exposiciones y charlas.[15][11][16]

### Gastronomía
- Destaca la producción artesanal de miel.